# Mythologie perse
La mythologie perse est principalement contenue dans l'Avesta et dans les livres traditionnels pehlevis.
Le recueil le plus complet de mythologie perse ancienne est contenu dans le Livre des rois de Firdoussi, écrit il y a plus de mille ans. La plupart des informations sur les dieux persans antiques peuvent être trouvées dans les textes religieux de Zoroastre tels que l'Avesta et dans des sources ultérieures comme le Bundahishn et le Denkard. L'Avesta original date d'environ 1400-1200 av. J.-C., et était conservé à Istakhr jusqu'à ce qu'un incendie provoqué par les troupes d'Alexandre le Grand le détruise. La version actuelle date du XIIIe ou du XIVe siècle et contient seulement une partie du texte original.
Le folklore perse est le terme collectif désignant les croyances et les pratiques du groupe culturel et linguistique apparenté aux peuples anciens qui habitaient le plateau iranien et ses marches, ainsi que les territoires de l'Asie centrale de la mer Noire jusqu'au Khotan (aujourd'hui appelé Ho-t'ien, en Chine).

## Caractéristiques
La mythologie perse est à la fois très voisine et profondément différente de la mythologie de l'hindouisme. Elle en est très voisine parce que le peuple iranien est, de tous les peuples indo-européens, celui dont la langue a le plus d'affinité avec le sanskrit et aussi celui qui a conservé avec les Aryens de l'Inde les relations les plus fréquentes. Les termes "iranien" et "aryen" ont la même racine linguistique. Elle en est cependant profondément différente, parce que la religion des anciens Perses a acquis de bonne heure un caractère beaucoup plus moral que mythologique.
« La nature de l'homme est complexe » dit Michel Bréal « et il lui serait impossible de ne pas mettre quelque chose de son être moral dans les mythes qui occupent son imagination. Le démon qui retient les eaux du ciel fut regardé comme un type de méchanceté et de perversité; le dieu qui foudroie comme le vengeur de la justice. C'est ce côté religieux […], très visible dans certains hymnes védiques, qui frappa surtout les Perses; […] ils en firent le cadre de leur religion » (Bréal : Hercule et Cacus).

## Dieux
Contrairement à d'autres mythologies, la mythologie perse n'a que deux dieux principaux : Ormazd (ou Ahura Mazda) et Ahriman : 
- Ahura Mazda était le dieu de la lumière, de la construction et de la fertilité.
- Par contraste, Ahriman était le dieu de l'obscurité, de la destruction, de la stérilité et de la mort.

Cette paire était en conflit permanent. Les gens mauvais suivaient Ahriman, alors que les gens bons suivaient Ormazd.

### Ormazd
Ormazd (Ahura Mazda ou encore Çpeuta-Mainyu) est le maître et le créateur du monde ; il est souverain, omniscient, c'est le dieu de l'ordre ; il a le Soleil pour œil ; le ciel est son vêtement, brodé d'étoiles ; Atar, l'Éclair, est son fils ; Apô, les Eaux, sont ses épouses. Mais Ahura Mazda n'est pas le seul dieu ; il n'est que le premier de sept divinités suprêmes, les Amshaspands, qui règnent chacune sur une partie de la création, et qui semblent n'être qu'un dédoublement, une multiplication d'Ahura Mazda.
Au-dessous d'Ormazd et des six Amshaspands, la mythologie iranienne plaçait, comme divinités bienfaisantes : Mithra, le « maître du libre espace » ; Tistrya, le dieu de l'orage ; Verethragna, le dieu de la victoire ; elle connaissait en outre un grand nombre d'autres dieux de même nature, les Izeds.

### Ahriman
De même qu'Ormazd est entouré de six Amshaspands et d'autres divinités bienfaisantes, Angra Mainyu (Ahriman), le dieu malfaisant qui envahit la création pour en bouleverser l'ordre, et qui est conçu sous la forme d'un serpent, est accompagné de six démons issus des ténèbres cosmiques et d'un grand nombre d'autres divinités malfaisantes.

## Démons
Il y a beaucoup de démons ou daeva (en Persan : div) dans la mythologie perse. Le nom vient du mot indo-européen deiva signifiant « céleste, brillant ». De même que les Indiens aryens, les iraniens pré-zoroastriens considéraient que les démons étaient des êtres saints et sacrés ; mais Zoroastre rejeta Daeva et l'appela le mal. Malgré cela, les Persans vivant au sud de la mer Caspienne ont continué à adorer les démons et ont résisté à la pression visant à leur faire accepter le zoroastrisme. La légende du Démon Blanc (Div-e Sepid en Persan) du Mazandaran survit encore de nos jours. Le dieu zoroastrien du Mal, Ahriman ou Angra Mainyu (i.e Pensée Mauvaise) dans l'Avesta a perdu son identité originelle et est parfois représenté comme un Div. Les peintures religieuses post-islamiques représentent le dieu comme un homme géant au corps couvert de points et possédant deux cornes.

## Les mythes
Le plus important, on pourrait presque dire le seul mythe de la religion iranienne, est le double mythe d'Ahura Mazda et d'Ahriman.

### Une lutte mythique
Le mythe d'Ormazd et d'Ahriman consiste essentiellement dans la lutte des deux groupes d'êtres divins. Cette lutte nous apparaît sous une double forme, matérielle ou spirituelle. Dans la lutte matérielle, Ahriman veut envahir le ciel ; il est refoulé dans l'enfer ; dans la lutte spirituelle ou mystique, Ahriman, principe de l'obscurité, du désordre, du mal, est de même refoulé par Ormazd, dieu de la lumière, de l'ordre et du bien. Dans le premier cas, l'arme d'Ormazd est Atar, l'Éclair ; dans le second cas, c'est la piété ou encore la prière, personnifiée sous le nom de Vohu Mano.
La religion iranienne était donc puissamment systématisée ; ce système n'était pas moins philosophique et moral que mythologique.

### Le Bien et le Mal

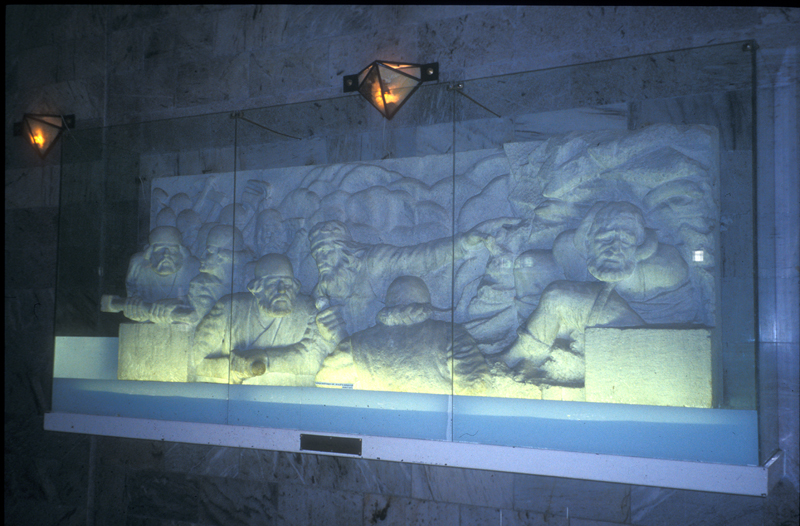
Bas-Relief à Tus représentant des histoires mythiques populaires d'Iran.

Le personnage légendaire le plus célèbre dans la mythologie et les fables iraniennes est Rostam. De l'autre côté de la barrière se situe Zahhak, symbole de despotisme qui a finalement été vaincu par Kaveh le Forgeron, lequel mena une révolte populaire contre lui. Zahhak était protégé par deux vipères qui sortaient de ses épaules. Ces vipères avaient beau être décapitées, toujours de nouvelles têtes leurs poussaient pour le protéger. Le serpent, comme dans d'autres mythologies orientales, était un symbole du mal. Mais beaucoup d'autres animaux et oiseaux apparurent dans la mythologie iranienne ; les oiseaux, plus particulièrement, étaient symboles de bon présage.
Les plus célèbres sont : 
- Simorgh, oiseau grand, beau et puissant,
- Homa, oiseau royal de la victoire dont les plumes ornaient les couronnes,
- Samandar, le phénix.

Pari (Avesta : Pairika), considéré comme une belle femme maléfique dans la mythologie primitive, est devenue moins mauvaise et plus belle ; enfin, durant la période islamique elle deviendra symbole de beauté similaire aux houris du Paradis. Cependant, une autre femme maléfique, Patiareh, symbolise maintenant les prostituées.

## Textes clés
- Avesta
- Bundahishn
- Denkard
- Shâh Nâmâ

### Pour aller plus loin